# Зменшувальна форма
Зме́ншувальна фо́рма сло́ва, демінути́в, димінути́в, пестлива форма, здрібніла форма (лат. diminutivum) — форма слова, що вживається для передачі основного значення слова з відтінком зменшуваності або ніжності і близьких почуттів.

## В українській мові
Для української мови характерне широке вживання зменшувальних форм, причому не тільки у фольклорі, де димінутив часто є засобом вираження художньої мови (козаче́ньки, се́рденько, лебі́донька), а й у побуті, особливо у материнській мові до дітей.
Найчастішим випадком вживання димінутиву є зменшувальні форми власних імен (Оленка, Олюсь, Петрик, Петрусь).
Використання зменшувальної форми іноді допомагає іменнику яскравіше передати ознаки предмету: наприклад,
- килим → килимок, килимочок

звучить краще ніж словосполучення невеличкий килим.
Прикметною унікальністю української мови є те, що на відміну від переважної більшості мов світу, де зустрічаються димінутиви іменників і рідше прикметників (веселе́нький, червоне́нький), в українській мові є випадки зменшувальних форм дієслів — наприклад, спа́тоньки, ї́стоньки.

### У зооніміці

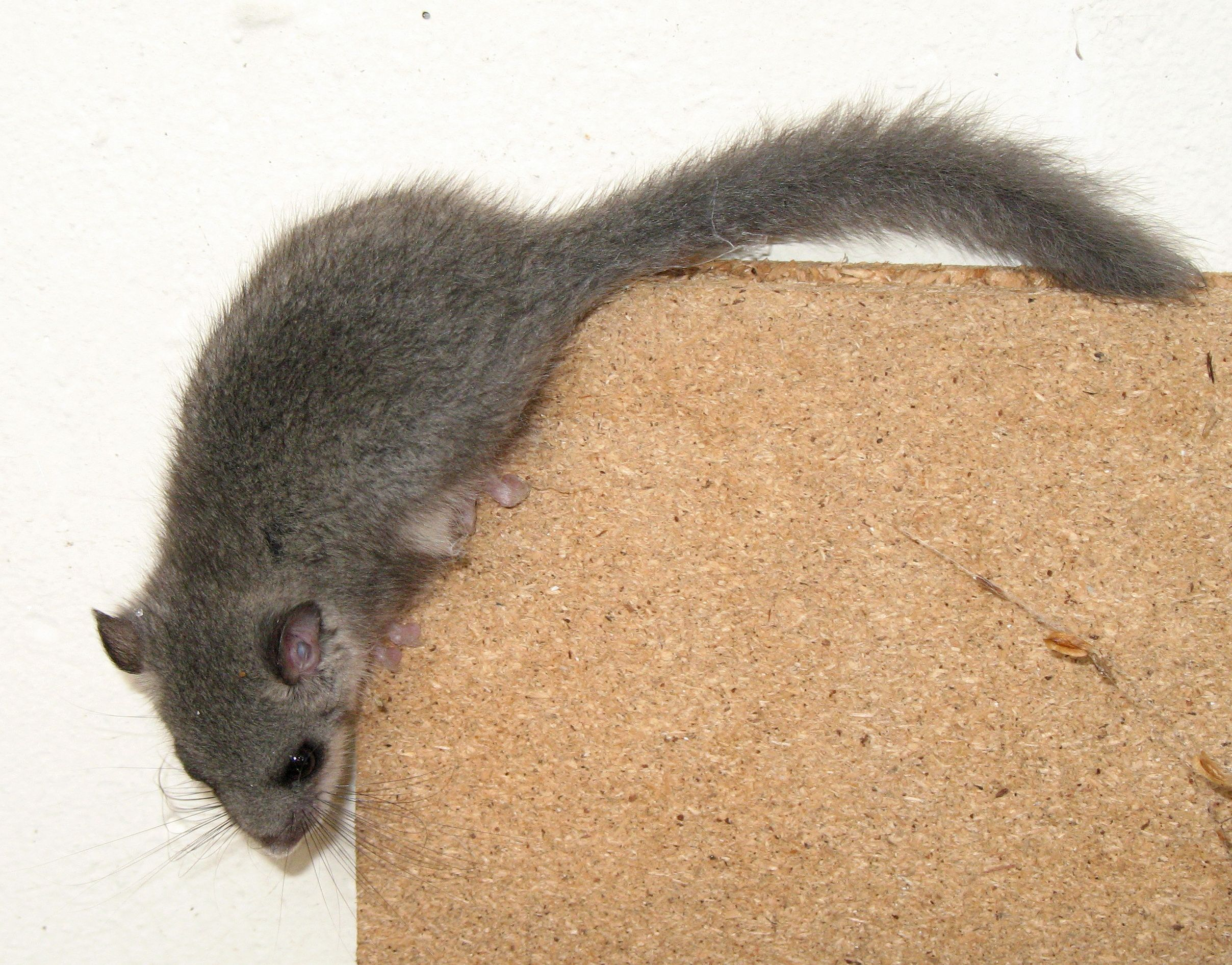
вовчок — не вовк, але сірий, навіть і за видовою назвою (Вовчок сірий), і скручується «калачиком», коли спить.

Серед наукових назв тварин існує величезна кількість пар таксонів, один з яких несе повну назву, а назва іншого є димінутивом, при тому не обов'язково такі пари є близькими видами чи родами. Приклади (за джерелом):
- «миша — мишка» (різні роди родини мишевих);
- їжак — їжачок (два роди в родині їжакових);
- «ховрах — ховрашок» (синоніми);
- «кріль — кролик» (різні роди родини зайцевих);
- «хом'як — хом'ячок» (різні роди родини хом'якових);
- «вовк — вовчок» (різні роди різних рядів — псоподібних і мишоподібних);
- «сліпак — сліпачок» (різні роди близьких родин мишуватих).

При цьому в окремих випадках спочатку формувалися саме димінутиви (напр. «ховрашок»), і лише через значні проміжки часу з'являлися «повні» назви (напр. «ховрах»).

### В географії
- ріка — річка — річенька — річушка,
- місто — містечко,
- став — ставок — ставочок,
- ліс — лісок — лісочок.